# Vollständiges Lexicon der Gärtnerei und Botanik
Vollständiges Lexicon der Gärtnerei und Botanik (abreviado Vollst. Lex. Gärtn.) es un libro ilustrado con descripciones botánicas que fue escrito por el botánico,  diseñador de jardines, alemán Friedrich Gottlieb Dietrich. Se publicó en Berlín en diez volúmenes en los años 1802-1811 con el nombre de Nachträge zum Vollständigen Lexicon der Gärtnerei und Botanik: oder alphabetische Beschreibung vom Bau, Wartung und Nutzen aller in- und ausländischen ökonomischen, officinellen und zur Zierde dienenden Gewächse.

## Publicación
- Volumen nº 1: Jun 1802;
- Volumen nº 2: Oct-Nov 1802;
- Volumen nº 3: Jul-Sep 1803;
- Volumen nº 4: Oct-Dec 1803;
- Volumen nº 5: Apr-Jun 1805;
- Volumen nº 6: May 1806;
- Volumen nº 7: Sep-Oct 1807;
- Volumen nº 8: Sep 1808;
- Volumen nº 9: Sep 1809;
- Volumen nº 10: Oct-Dec 1810;
- general register: Jul-Oct 1811.
- Ed. 2, vol. 1: 1820; vol. 2: 1824.